# اندریسن هوروویتز
اندریسن هوروویتز (انگلیسی: Andreessen Horowitz) شرکت خدمات مالی آمریکایی است، که در سال ۲۰۰۹ توسط مارک اندریسن و بن هوروویتس تأسیس شد.